# Faustino Álvarez de Foronda
Faustino Regis Álvarez y Ortiz de Foronda, II conde de Vallehermoso (Lima, 24 de mayo de 1739 - Cusco, 28 de junio de 1816) fue un noble criollo, oficial de milicias y funcionario colonial en el Virreinato del Perú.
Hijo de Faustino Álvarez y Gutiérrez, y de la limeña María Francisca Ortiz de Foronda y Sánchez de la Barreda. Nombrado primero corregidor de Abancay, y luego de Quispicanchis, se estableció en el Cuzco, donde contrajo matrimonio con la hija y heredera de los marqueses de Casa Jara (7 de diciembre de 1779). Ante la muerte de su tío Pedro Ortiz de Foronda, y la renuncia de su madre, se convirtió en el II Conde de Vallehermoso (1780).
Al producirse la Gran Rebelión, la Junta de Guerra formada en el Cusco lo nombró capitán de una compañía formada para defender la ciudad contra las huestes del Inca. Estuvo entre los vecinos notables que acudieron al cerro Picchu para estimular a los defensores se quedó de guarnición con su compañía. Pasados los días del asedio, fue comisionado para procesar de modo sumario a los prisioneros tomados, aplicando penas intimidatorias.
Posteriormente se le reconoció como coronel de milicias provinciales del Cusco, además de concedérsele el hábito de caballero de la Orden de Santiago en 1792.

## Matrimonio y descendencia
Casado con la cusqueña María Manuela Mendive y Jara, condesa de Casa Palma y marquesa de Casa Jara, tuvo por hija a María Francisca Álvarez de Foronda y Mendive (1789-1861)